# (59390) Habermas
(59390) Habermas (1999 FR21) – planetoida z pasa głównego asteroid okrążająca Słońce w ciągu 5 lat i 14 dni w średniej odległości 2,94 j.a. Została odkryta 24 marca 1999 roku w Osservatorio Astronomico di Monte Agliale przez Matteo Santangelo. Nazwa planetoidy pochodzi od Jürgena Habermasa (ur. 1929), niemieckiego filozofa.